# Eddy Baggio
Eddy Baggio registrato all'anagrafe come Eddj (Caldogno, 23 agosto 1974) è un ex calciatore italiano, di ruolo attaccante.

## Biografia
È il fratello minore di Roberto Baggio. Il suo nome fu scelto dal padre per omaggiare il ciclista Eddy Merckx.

## Carriera

### Giocatore

#### Club
Cresce calcisticamente nella Fiorentina, ma non esordisce mai nella prima squadra toscana, che nella stagione 1993-1994 milita in Serie B, in quanto l'allenatore Claudio Ranieri gli preferisce i più quotati Batistuta, Robbiati, Banchelli, Baiano e Flachi.
La stagione successiva esordisce come professionista vestendo la maglia del Palazzolo, in Serie C1, dove segna all'esordio nel pareggio per 1-1 contro il Bologna. Nel 1995 torna in Toscana al Prato, dove trova poco spazio e a gennaio viene ceduto al Giorgione, in Serie C2. Nella stagione 1996-1997 raggiunge con la formazione veneta le semifinali play-off per il passaggio in C1. Viene poi acquistato dall'Ancona, in Serie C1, dove segna 11 gol in 32 partite.
La stagione della svolta è quella successiva, 1999-2000: Eddy gioca sempre in Serie C1, stavolta nell'Ascoli con cui segna 22 gol nella regular season e 1 nei play-off, in quello che rimarrà il suo miglior periodo sotto il profilo realizzativo, seppur non sufficiente alla squadra bianconera per salire di categoria.
La prolifica stagione ascolana gli vale il ritorno ad Ancona, che aveva pareggiato contro l'Ascoli nella finale play-off, ma risulta vincitrice per il miglior piazzamento in classifica. All'esordio nella categoria, in Serie B segna 6 gol, tra cui una tripletta nel 4-1 contro la Salernitana del 5 novembre 2000: nelle Marche si ritrova curiosamente a fare coppia in attacco con un altro fratello d'arte del calcio italiano, ovvero Max Vieri, fratello minore di Christian.
L'anno dopo scende nuovamente di categoria, vestendo la maglia del Catania, ma quella in C1 è solo una parentesi: con gli etnei ottiene una nuova promozione siglando ben 18 gol in B e nei successivi tre campionati veste le maglie di Salernitana, L.R. Vicenza e di nuovo Catania, in Serie B. Nel gennaio 2005 torna in Serie C1, acquistato dallo Spezia di Marco Alessandrini, realizzando 5 reti in 17 partite, una delle quali in rovesciata allo Zini di Cremona.
Nella stagione 2005-2006 viene acquistato dal Pisa nell'ambito dell'operazione di mercato che porta Saverio Guariniello a La Spezia. A causa di un infortunio occorsogli poco prima del trasferimento e delle scelte tecniche della coppia di allenatori Mariani-Toma, resta nei primi mesi fuori dalla formazione titolare e solo da gennaio inizia a essere impiegato stabilmente come prima scelta. Grazie agli 11 gol realizzati in 21 gare di campionato, e alla rete segnata nella finale di ritorno dei play-out contro la Massese al 98', diviene l'uomo-simbolo della salvezza pisana.
Nella stagione 2006-2007 gioca poche partite, ma risulta comunque decisivo per la promozione in B, segnando 5 importanti reti nella prima parte della stagione, prima di infortunarsi nel mese di gennaio. Durante il campionato di Serie C1 ha indossato una speciale fascia di capitano, regalatagli appositamente per l'occasione dal fratello Roberto. Nella stagione 2007-2008 l'allenatore Gian Piero Ventura non lo inserisce nella lista dei 21 obbligatoria per poter giocare in Serie B e rimane fuori rosa fino al 24 gennaio 2008 quando firma un contratto fino a giugno con il Portogruaro, squadra di Serie C2. Nel 2008-2009 è alla Sangiovannese, squadra militante in Seconda Divisione, al termine di questa stagione si è ufficialmente ritirato dal calcio professionistico .

#### Nazionale
È stato convocato nella rappresentativa italiana Under-17, con la quale ha partecipato al campionato mondiale di categoria del 1991.

### Allenatore
Dall'agosto 2011 è alla guida della formazione allievi nazionali del Pisa.
Dalla stagione 2012-2013 diventa l'allenatore degli Allievi Lega Pro della Fiorentina. Per l'annata 2013-2014 passa ad allenare i Giovanissimi nazionali della Fiorentina. Nel 2014 porta i Giovanissimi B 2002 della Fiorentina alla vittoria del Memorial Fabbrini.

## Palmarès

### Giocatore

#### Club
- Coppa Italia Serie C: 1

Spezia: 2004-2005